# Aspreno de Nápoles
Aspreno ou Asprenas (também chamado de Asprenato e Aspremo) (século I – cerca de 79 d.C) foi um bispo, considerado santo da Igreja Católica, considerado o primeiro bispo de Nápoles, consagrado pelo próprio São Pedro.

## Hagiografia
Aspreno viveu no fim do século I e começo do século II, como confirmado por estudos arqueológicos sobre a Igreja napolitana precoce, bem como o fato de que "Aspreno" era um nome comum durante os dias da República Romana e os primeiros anos do Império Romano e depois caiu em desuso.
O Calendário de Mármore de Nápoles (Calendario Marmoreo di Napoli) atesta a existência de Aspreno e do fato de que ele viveu durante os reinados de Trajano e Adriano e o episcopado dele é indicado com duração de 23 anos.
Nada se sabe da sua vida, mas uma antiga lenda diz que São Pedro, a caminho de Roma, parou em Nápoles e converteu uma velha (identificada como Cândida, a Velha) depois que ela curou de uma doença.
Inúmeras outras conversões para o cristianismo foram feitas durante este tempo em Nápoles, incluindo Aspreno, que foi convertido seja por Pedro ou por Candida e que também tinha estado doente.
A lenda diz que Pedro consagrou Aspreno como bispo de Nápoles e lhe pediu para construir o oratório de Santa Maria del Principio, que formaria a base para a basílica de Santa Restituta.  A basílica de San Pietro ad Aram pode também ter sido construído durante este tempo.

## Veneração
Após a morte de Aspreno,  numerosos milagres foram atribuídos a ele, e seu sepulcro descansou no oratório de Santa Maria del Principio, embora alguns estudiosos afirmem que a sua sepultura foi localizada nas Catacumbas de San Gennaro, onde as imagens dos primeiros catorze bispos napolitanos podem ser encontradas. Em qualquer caso, João IV, Bispo de Nápoles trouxe relíquias de Aspreno para a basílica de Santa Restituta, na capela dedicada a ele. Aspreno foi nomeado o segundo (em 1673) do grande grupo de mais de 50 santos padroeiros de Nápoles (São Januário é o primeiro).
Um busto de prata é encontrado na Catedral de Nápoles. Na cidade, duas igrejas foram dedicadas a ele, bem como a capela de San Aspreno na Catedral de Nápoles. Bernardo Tesauro pintou afrescos nesta capela.